# Piptocephalis formosana
Piptocephalis formosana är en svampart som beskrevs av H.M. Ho & P.M. Kirk 2009. Piptocephalis formosana ingår i släktet Piptocephalis och familjen Piptocephalidaceae.   Inga underarter finns listade i Catalogue of Life.